# Salmo ciscaucasicus
 Salmo ciscaucasicus  ist eine Fischart aus der Familie der Lachsfische (Salmonidae), die von Aserbaidschan entlang der Nordwestküste des Kaspischen Meers und bis zur Wolga und dem Ural vorkommt.

## Merkmale
Salmo ciscaucasicus erreicht eine Länge von bis zu 1,3 Metern. Die Höhe des Körpers liegt bei 15–20 % der Standardlänge, die Kopfhöhe 59-65 % der Kopflänge. Der Oberkiefer erreicht die Höhe des Hinterendes des Auges.

## Lebensweise
Es kommen anadrom wandernde, Seen besiedelnde und zeitlebens in kleinen Fließgewässern verbleibende Formen vor („Meerforellen“, „Seeforellen“ und „Bachforellen“). Die anadrom wandernden Formen dringen bis in etwa 50 Meter Tiefe im Kaspischen Meer vor. Jungtiere und „Bachforellen“ ernähren sich vorwiegend von verschiedenen Wirbellosen, große wandernde Tiere ernähren sich überwiegend von Fischen und großen Krustentieren. Die Geschlechtsreife wird mit drei bis fünf Jahren erreicht, bei den Weibchen ein Jahr später als bei den Männchen. Ursprünglich fand die Laichwanderung in zwei Zügen statt. Ein Teil der Tiere wanderte im Spätsommer mit dem Höhepunkt der Wanderung im Oktober und laichte im gleichen Herbst ab und kehrte im Dezember ins Meer zurück. Ein anderer Teil wanderte von Dezember bis Februar und laichte im kommenden Winter nach einem 10- bis 12-monatigen Flussaufenthalt. Die Tiere fressen auch während der Wanderung. Die Laichgründe liegen in hochgelegenen Bächen. Die Jungtiere wanderten nach zwei bis vier Jahren ins Meer, wo sie sich bis zu vier Jahre aufhielten. geschlechtsreife Tiere laichten im Terek wahrscheinlich nur einmal, sonst aber bis zu viermal. Heute wird die Laichwanderung sowie die Abwanderung von Jungtieren ins Meer weitgehend durch Dämme verhindert, so dass der Erhalt der Art von ortstreuen Populationen abhängt.

## Bedrohung
Die Art als ganzes gilt als nicht bedroht, die anadrom wandernde Form ist aber wahrscheinlich ausgestorben. Manche Autoren sehen diese als nicht konspezifisch mit den ortstreuen Formen an, so dass Salmo ciscaucasicus wahrscheinlich ausgestorben wäre und die verbleibenden Populationen unter einem anderen Namen geführt werden müssten.